# Industriboomen i norr
Industriboomen i norr är den period av historiskt stora satsningar på fossilfri industri i norra Norrland i Sverige som inleddes på 2010-talet. Tillgången till fossilfri energi, mineraler och ett gynnsamt klimat är några av orsakerna bakom boomen. De senaste 10 åren har elproduktionen med vindkraft i Norrland vuxit till 20 TWh vilket skapat gynnsamma elpriser. Tidiga etableringar var Facebooks serverhall i Luleå, H2 Green Steels fossilfria stålverk utanför Boden och Northvolts batterifabrik i Skellefteå. Även statsägda LKAB:s utökade gruvbrytning i Kiruna och Gällivare räknas till boomen. Hybrit, H2 Green Steel och Northvolt har erhållit stora ekonomiska stöd från svenska staten, övriga nordiska länder och EU.

## Historia
År 2013 invigdes Facebooks första serverhall utanför USA, i Luleå. Att företaget valde Luleå förklarades av att klimatet i norra Sverige var gynnsamt för anläggningens kylsystem. Anläggningen, som var den första av tre planerade, tillhandahöll 50 arbetstillfällen och förbrukade en terawattimme per år, vilket motsvarade elförbrukningen i Västerås kommun.

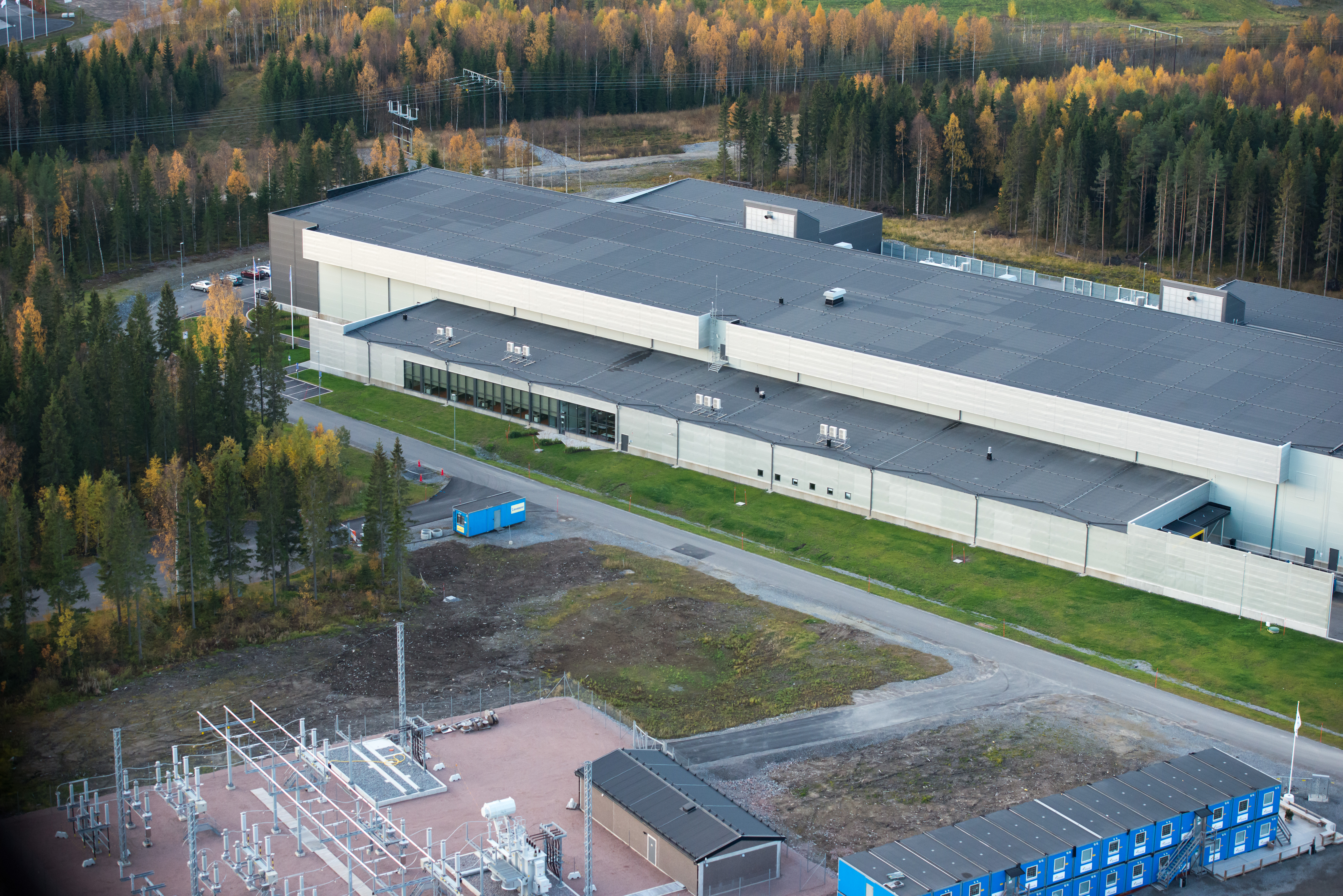
Facebooks serverhall i närheten av universitetsområdet på Porsön i Luleå, 2013.

Året därpå meddelades att företaget skulle bygga den andra serverhallen, företagets första med Rapid Deployment Data Center (RDDC). År 2018 ansökte Facebook om bygglov för en tredje serverhall. Satsningarna innebar att Facebook investerade 8,7 miljarder kronor i anläggningarna och beräknades medföra omkring 4 000 nya arbetstillfällen, inräknat kringeffekter.
År 2017 meddelade Northvolt att man valde att förlägga produktionen av litiumjonbatterier i Skellefteå. Målet var enligt företagets VD Peter Carlsson att: "bygga världens 'grönaste' batteri med förnybar el". I det skedet uppgav företaget att fabriken skulle ha cirka 2 000 direkta jobb.

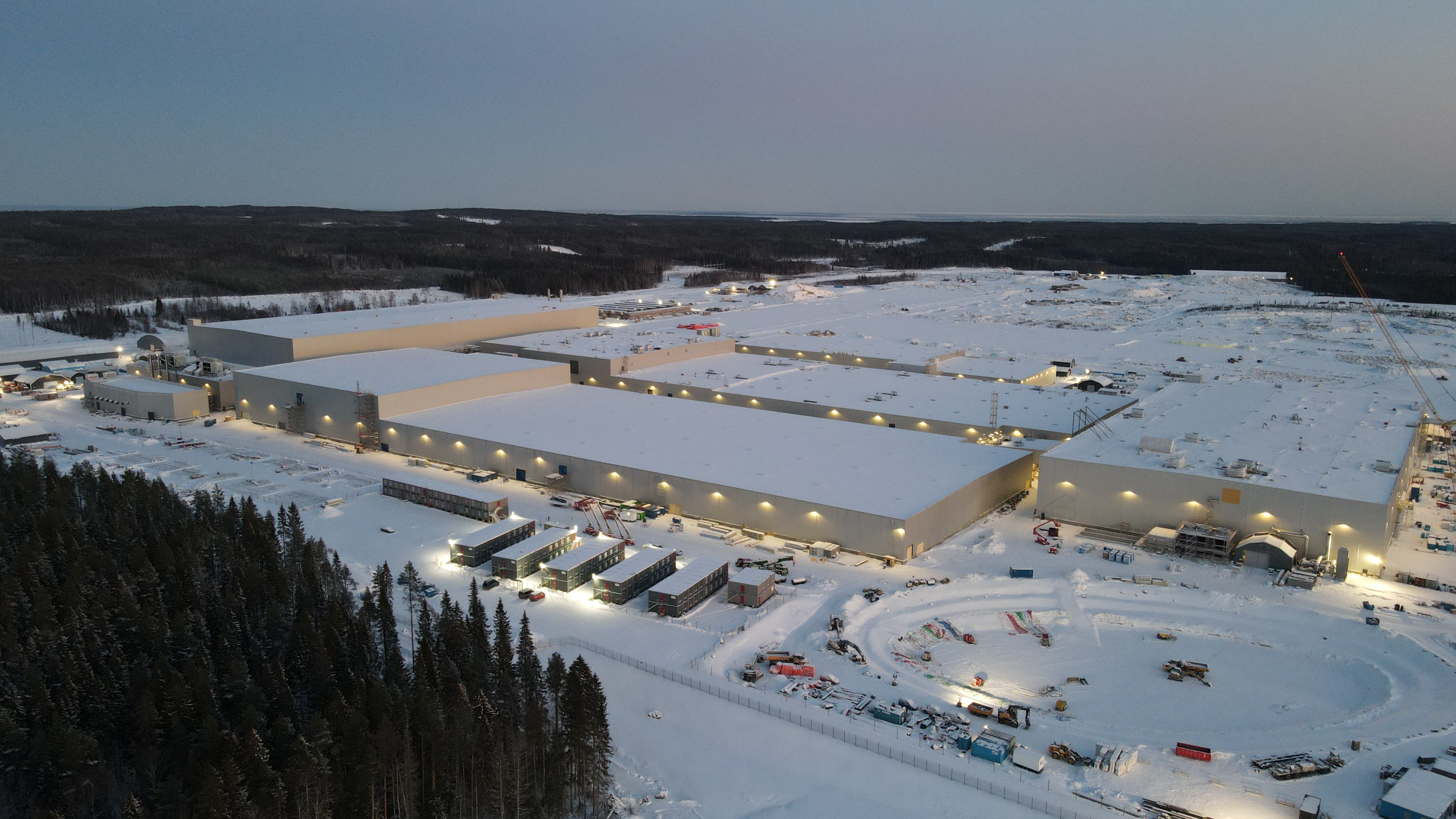
Batterifabriken Northvolt Ett i Skellefteå, januari 2022.

Första battericellen tillverkades i december 2021 och leverans till kund planerades till 2022. I maj 2022 hade fabriken nått 1 000 anställda och samtidigt meddelade Peter Carlsson att: "innan bygget i Skellefteå är klart kommer vi att bli minst 4 000–5 000 anställda". Hela anläggningen beräknades stå klar 2026.
I början av 2021 meddelade H2 Green Steel att man planerade att bygga ett nytt fossilfritt stålverk i Norra Svartbyn utanför Boden. Efter en process i mark- och miljödomstolen i Umeå kunde första spadtaget till den nya fabriken tas i augusti 2022. I augusti 2022 skrevs även en avsiktsförklaring mellan Luleå kommun och energiföretaget Uniper om att bygga en vätgashubb, BotnialänkenH2, i Luleå kommun.
LKAB meddelade i maj 2022 att de valt att förlägga sin "cirkulära industripark för fosfor och sällsynta jordartsmetaller" i Luleå. Den beräknades kosta 10 miljarder kronor, stå klar 2027 och erbjuda 500 arbetstillfällen. Dit ska apatitkoncentrat fraktas från gruvorna i Kiruna och Malmberget. Detta besked kom strax efter att LKAB meddelat att man snabbar på processen för att kunna producera mer järnsvamp på kortare tid. Den första hybritanläggningen planeras att tas i drift 2026. Till 2030 ska gruvbolagets verksamhet i Malmberget ha övergått till att tillverka järnsvamp i stället för pellets. I Kiruna planerar LKAB för tre järnsvampsverk som ska tas i drift under 2030-talet i Gällivare har företaget påbörjat arbetet med Hybrits demoanläggning i Vitåfors. Intill ska två järnsvampsverk byggas.
Per år 2022 hade Bolidens arbete med ett nytt kopparbrott börjat i Liikavaara. Andra gruvor som planerades var Copperstone i Viscariagruvan, Talga i Vittangi och Kaunis Iron i Palotieva och Sahavaara. Markbygdens vindkraftpark i Piteå hade öppnat den första och andra etappen, men planerades utöka. Parallellt med Northvolts fabrik i Skellefteå bygger Revolt en fabrik för batteriåtervinning som beräknas stå klar 2023.
Under 2022 startade Europeiska unionen projektet North Sweden Green Deal, som ska pågå fram till 2023. Projektets totala budget var 112,5 miljoner kronor och delades mellan Region Norrbotten och Region Västerbotten, där 60 miljoner går till Norrbotten och 52 miljoner går till Västerbotten. Projektets mål var att bygga humankapital i regionerna för att underlätta att genomföra den "gröna" omställning som sker i norra Sverige.

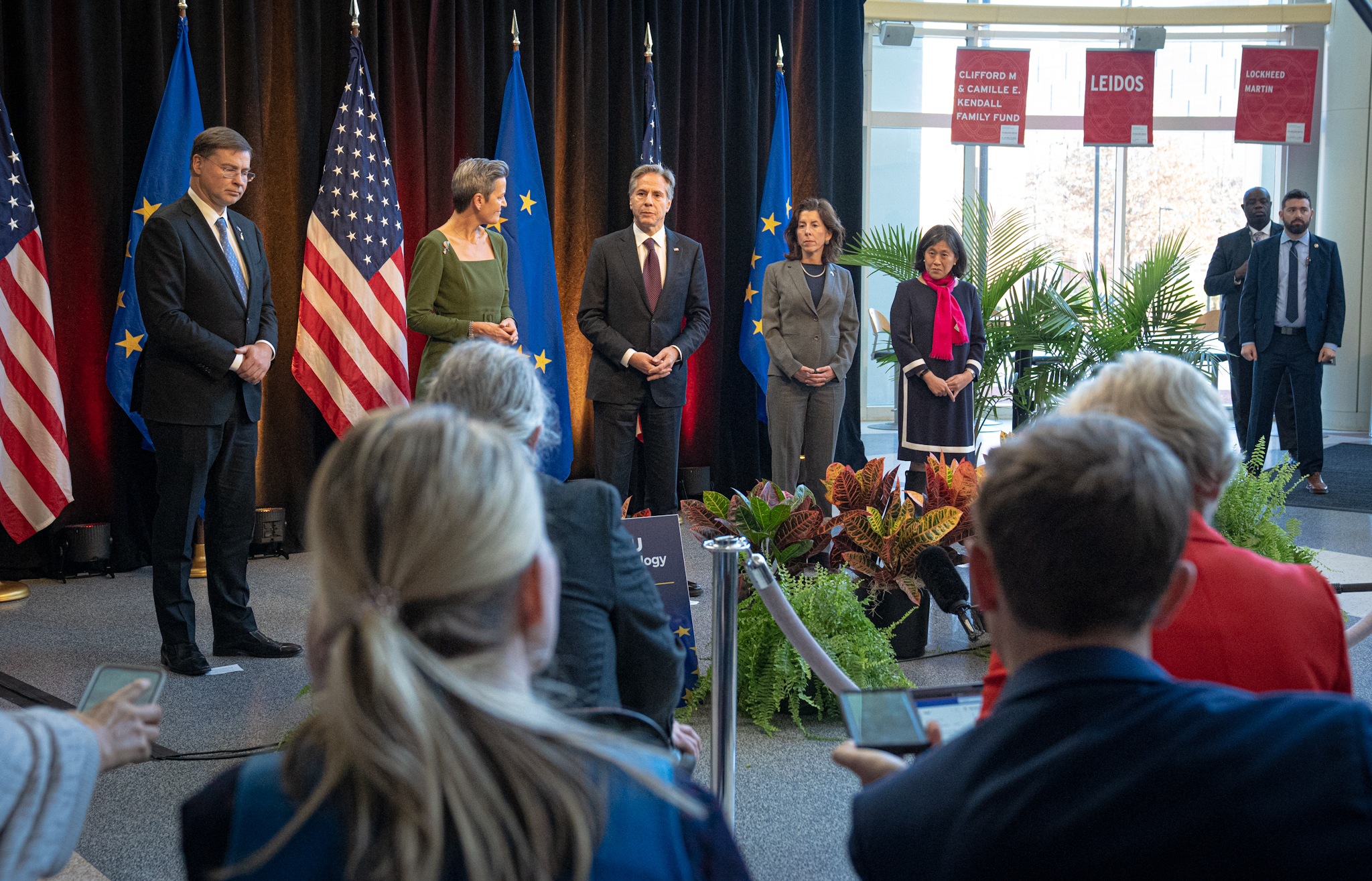
Trade and Technology Council i en pressträff år 2022.

I maj 2023 samlades Trade and Technology Council i Luleå i syfte om att diskutera handelsfrågor mellan EU och USA. Bland annat diskuterades framtida teknik såsom 6G, AI och miljöteknik.
Ett bakslag för industriboomen i norr kom först i september 2024 när Northvolt meddelade att man varslade 1 600 anställda, varav 1 000 personer i norra Sverige (Skellefteå). I oktober meddelades ett nytt bakslag när ett av företagets dotterbolag, Northvolt Ett expansion, begärdes i konkurs.
Den 12 mars 2025 begärde Northvolt sig själva i konkurs efter att man hade misslyckats med att få fram pengar till en skatteinbetalning.

## Industripolitik och offentliga stödåtgärder
Flera av bolagen bakom industriboomen i norr har erhållit stort ekonomiskt stöd från det offentliga. Stödet har kommit i form av subventioner, lån, kreditgarantier och återinvesterade vinstmedel i statsägda bolag (som annars hade kunnat utdelats till staten). Stödet har beslutats av och kommit från stater, offentliga investeringsbanker och EU.
I en rapport publicerad 2024 av Kungliga Ingenjörsvetenskapsakademin sammanställdes de offentliga ekonomiska stöd som bolagen Hybrit, H2 Green Steel (under namnändring till Stegra) och Northvolt erhållit. Efter rapportens publicering meddelade Energimyndigheten i september 2024 att de beviljat H2 Green Steel ett ekonomiskt stöd på 1,2 miljarder kronor.
| Företag                     | Subventioner                                                                       | Lån                                                                          | Kreditgarantier               |
| --------------------------- | ---------------------------------------------------------------------------------- | ---------------------------------------------------------------------------- | ----------------------------- |
| Hybrit                      | Industriklivet: 3.500 mkr EU:s Innovationsfond: 143 mEUR                           |                                                                              |                               |
| H2 Green Steel (unä Stegra) | Industriklivet 110 mkr EU:s Innovationsfond: 250 mEUR Energimyndigheten: 1.200 mkr | Europeiska Investeringsbanken: 314 mEUR Nordiska Investeringsbanken: 57 mEUR | Riksgäldskontoret: 1.200 mEUR |
| Northvolt                   | Energimyndigheten: 384 mkr Naturvårdsverket: 159 mkr                               | Europeiska Investeringsbanken: 1.379 mEUR                                    | Riksgäldskontoret: 1.500 mUSD |

Sammantaget hade fram till mitten av 2024 det offentliga stödet till dessa tre bolag uppgått till närmare 30 miljarder kronor. Därutöver hade svenska staten utfärdat kreditgarantier på ungefär motsvarande belopp.
Den gröna industripolitik som bidrog till industriboomen i norr omfattade långt mer än bara statsstöd, kreditgarantier och skattesubventioner. Många olika politiska insatser för att påverka utvecklingen av specifika industrier var delar av den gröna industripolitiken. Framför allt tre centrala statliga stödprogram i den svenska gröna industripolitiken var av vikt för de norrländska industriprojekten: klimatklivet, industriklivet, och gröna kreditgarantier.

## Utmaningar

### Befolkningsökning
Enbart Northvolt Ett beräknades ursprungligen behöva en direkt arbetsstyrka  på 3 000 personer, men sedan har beslut om ytterligare utbyggnad tagits. Som en följd av detta beräknas Skellefteå kommun öka från 72 000 till 90 000 fram till 2030. Det är en samhällsförändring som anses sakna motstycke i Sverige.
År 2022 talades det om totalt 40 000 nya arbetstillfällen i Norrbotten och Västerbotten som en följd av industrietableringarna i området. Enligt regeringens samordnare Peter Larsson rör det sig om cirka 20 000 nya arbetstillfällen inom industrin. Dessutom tillkommer en befolkningsökning på 30 000 personer i form av släkt och familj, 40 000 personer i "kringeffekter" samt 10 000 personer som hör till Umeås befolkningsökning – en ökning på 100 000 personer under 15 år, i ett område som hade 550 000 invånare 2022.
Under tiden som exempelvis Northvolt Ett och bostäder byggs används gästarbetare i processen. Dessa registreras inte som bosatta i kommunen, varför det är svårt att veta exakt hur många som inte syns i kommunens befolkningssiffror. I oktober 2022 uppskattades det röra sig om minst 2 500 personer i Skellefteå kommun.

### Välfärd
Som en direkt följd av industrins etableringar i Norrland har konkurrensen om arbetstagare ökat. Detta har lett till en åderlåtning av välfärdssektorn då personal lockats över till industrin med högre löner.

### Elproduktion
Boomen ställer stora krav på infrastruktur och samhällsutbyggnad i framförallt Boden, Gällivare, Luleå och Skellefteå. I juni 2022 meddelades att de fyra största satsningarna – Hybrit, SSAB, LKAB och Vattenfalls satsning på fossilfri stålproduktion, H2 Green Steels fossilfria ståltillverkning i Svartbyn utanför Boden, LKAB:s tillverkning av koldioxidfri järnsvamp och Northvolts batterifabrik i Skellefteå – kommer förbruka 85 terawattimmar el, vilket är lika mycket som halva Sveriges elförbrukning på 150 terawattimmar. Omräknat i vindkraftverk innebär det, enligt Energimyndigheten, 4 000 moderna vindkraftverk. 

### Miljöpåverkan
År 2022 kritiserade Sametingets ordförande Håkan Jonsson industriboomen som han såg som exploatering i den gröna omställningens namn och uttryckte: "nu ska man fram igen, med fler gruvor, vindkraft och kraftledningar, som ödelägger och tar livsviktiga marker från samer och skogsägare".
Andra utmaningar är till exempel att koppar behövs i klimatomställningen, men gruvor har också en negativ naturpåverkan. Gruvor tvingar även människor att flytta när gruvor tar över marken. Människor som då behöver nya boplatser.